# Shahid Malik

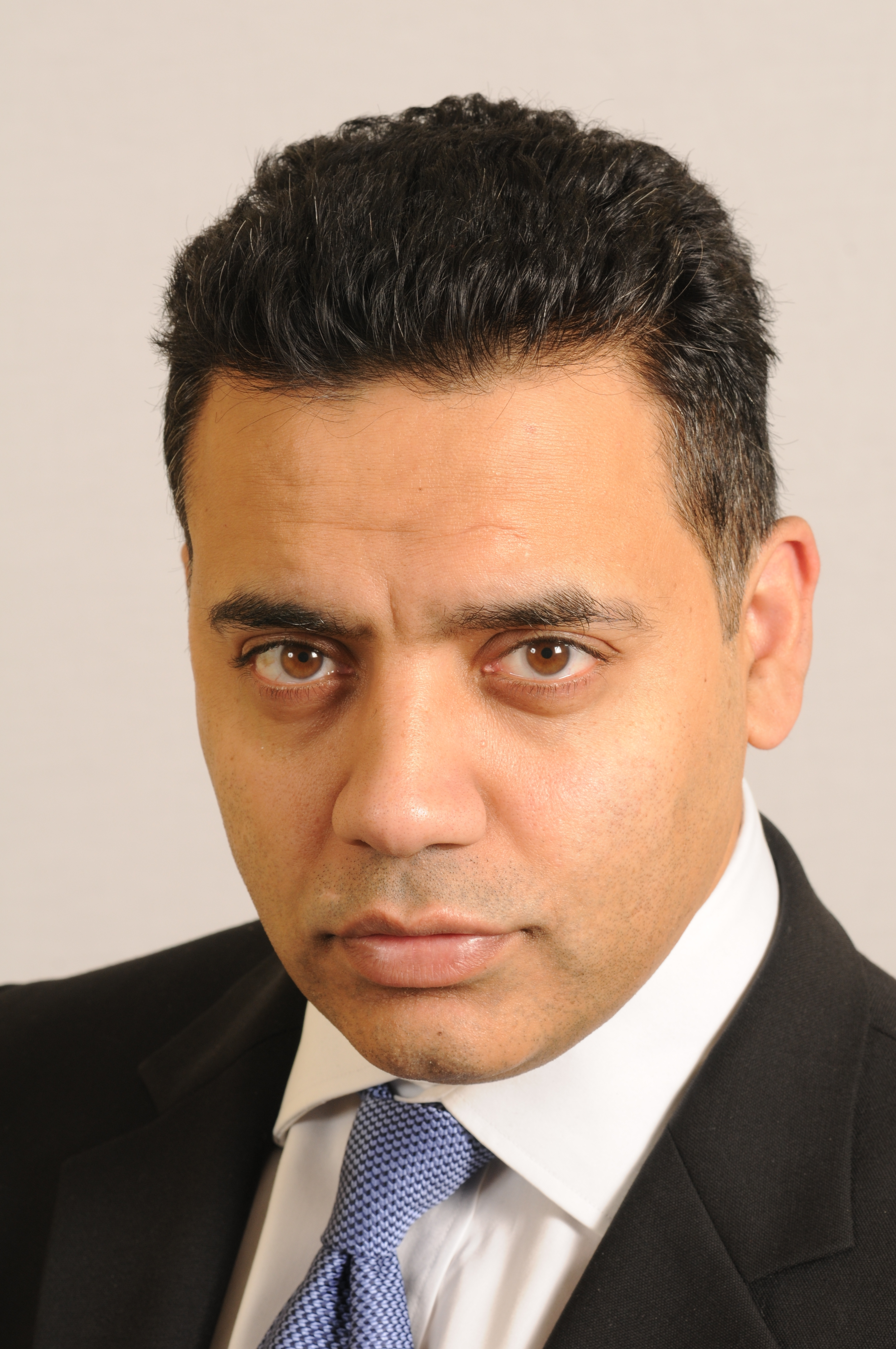
Shahid Malik

Shahid Malik, född 24 november 1967 i Burnley, är en brittisk Labourpolitiker. Han var parlamentsledamot för valkretsen Dewsbury 2005-2010 och är den första brittiskfödda muslimen att bli invald i parlamentet. I samband med att han försökte lugna ner stämningen i samband med raskravaller i Burnley 2001 blev han slagen av polisen, satt i handfängsel och arresterad.